# Thelma Elisabeth von Freymann
Thelma Kyllikki Elisabeth von Freymann (* 11. März 1932 in Helsinki) ist eine deutschsprachige Pädagogin und Autorin.

## Leben
Seit ihrer Geburt bis zum Jahre 1944 lebte Thelma in Finnland und wurde dreisprachig erzogen. Da der Familie die Auslieferung in die Sowjetunion drohte, flohen sie über Schweden nach Deutschland und wurden 1945 in Lüneburg ansässig. Bevor sie an der Wilhelm-Raabe-Oberschule in Lüneburg ihr Abitur ablegte, genoss sie ihre Schulausbildung in Finnland, Schweden und der Schweiz. Es schloss sich dann das Studium der Philosophie an den Universitäten Hamburg, Uppsala, München und Göttingen. Sie schloss ihr Studium an der Universität Hamburg mit dem Staatsexamen ab.
Von 1961 bis 1965 war sie an der St.-Ursula-Schule in Hannover als Studienassessorin angestellt. Mitte der sechziger Jahre wurde sie Redakteurin beim Schulbuchverlag Ernst Klett in Stuttgart. In dieser Zeit half sie ihrer Mutter bei einigen Übersetzungen von Liedern und Gedichten. 1975 wurde sie Dozentin am Institut für Angewandte Erziehungswissenschaften und Allgemeine Didaktik an der Universität Hildesheim. Hier wurde sie auch zur Akademischen Oberrätin ernannt und arbeitete bis zu ihrer Pensionierung im Jahre 1995. Sie lebt seit ihrer Pensionierung teilweise in Finnland und in Söhre bei Hildesheim.

## Herkunft und Familie
Thelma von Freymann stammt aus dem baltischen Adelsgeschlecht von Freymann (Linie II. Haus Nursie), ihr Vater war der Textilingenieur Ernst Felix von Freymann (1881–1950), der mit Ebba-Margareta Chiara de Pers et de Varmo (1907–1995) verheiratet war. Thelma war das zweite von zwei Kindern.

## Veröffentlichungen (Auswahl)
- Am Beispiel erklärt : Aufgaben und Wege der Museumspädagogik (zusammen mit Andreas Grünewald-Steiger), 2004, Olms ISBN 978-3-487-09034-4
- Wie geschehen so geschrieben, 2014, MatrixMedia ISBN 3-932313-58-5

### Übersetzung
- Massialas, Byron G.; Zevin, Jack Kreativität im Unterricht : Unterrichtsbeispiele nach amerikanischen Lerntheorien (Aus d. Engl. übers. v. Thelma von Freymann), 1969, Klett